# March for Science
March for Science was een serie demonstraties en protestmarsen die in zo'n 600 steden wereldwijd zijn gehouden op 22 april 2017 op de Dag van de Aarde.
Deelnemers aan de mars kwamen onder meer op voor klimaatvriendelijk beleid, onderzoek op wetenschappelijke basis en de wetenschap. Het idee van de March For Science is ontstaan in de Verenigde Staten, waar de wetenschap onder druk is komen te staan. Daar vonden de grootste protesttochten plaats. Elders in de wereld vonden ook protestmarsen plaats, onder meer in Amsterdam en Brussel. Aanleiding voor de protesten waren de klimaatsceptische uitspraken van Donald Trump voor en tijdens de presidentsverkiezingen en zijn beslissingen als president hieromtrent. Zo noemde Trump klimaatverandering eerder een 'hoax'.

## Galerij

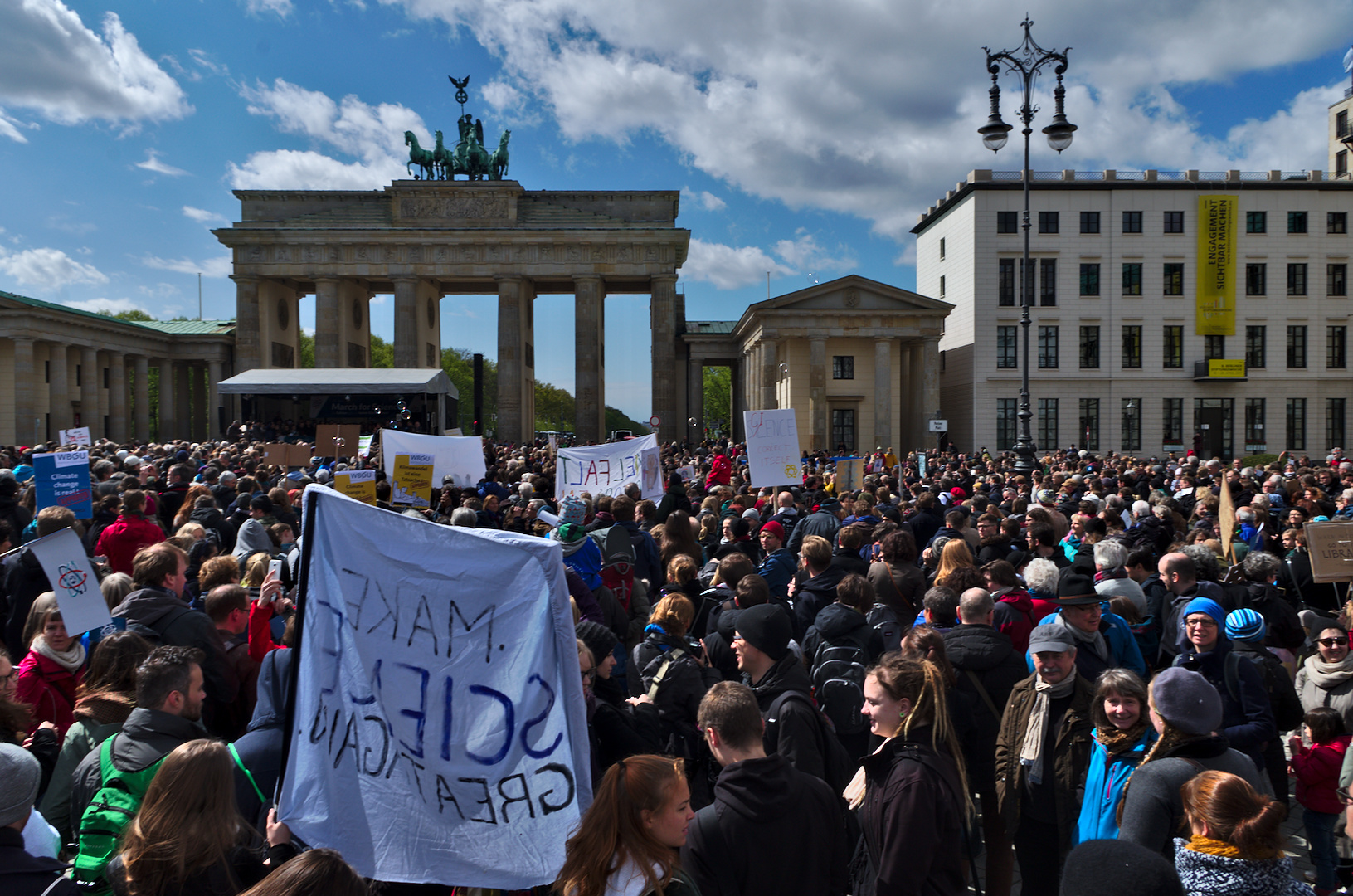
Berlijn
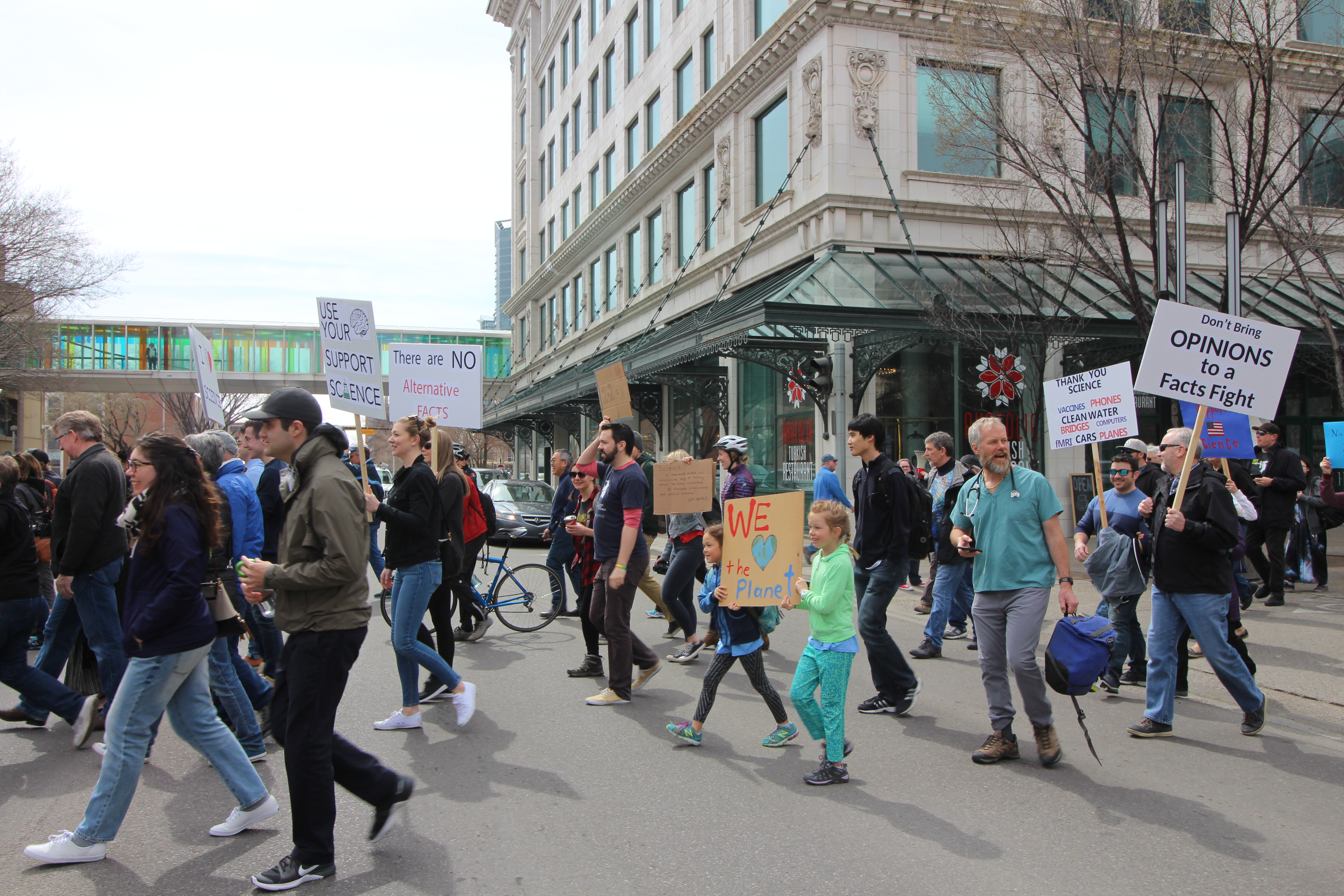
Calgary
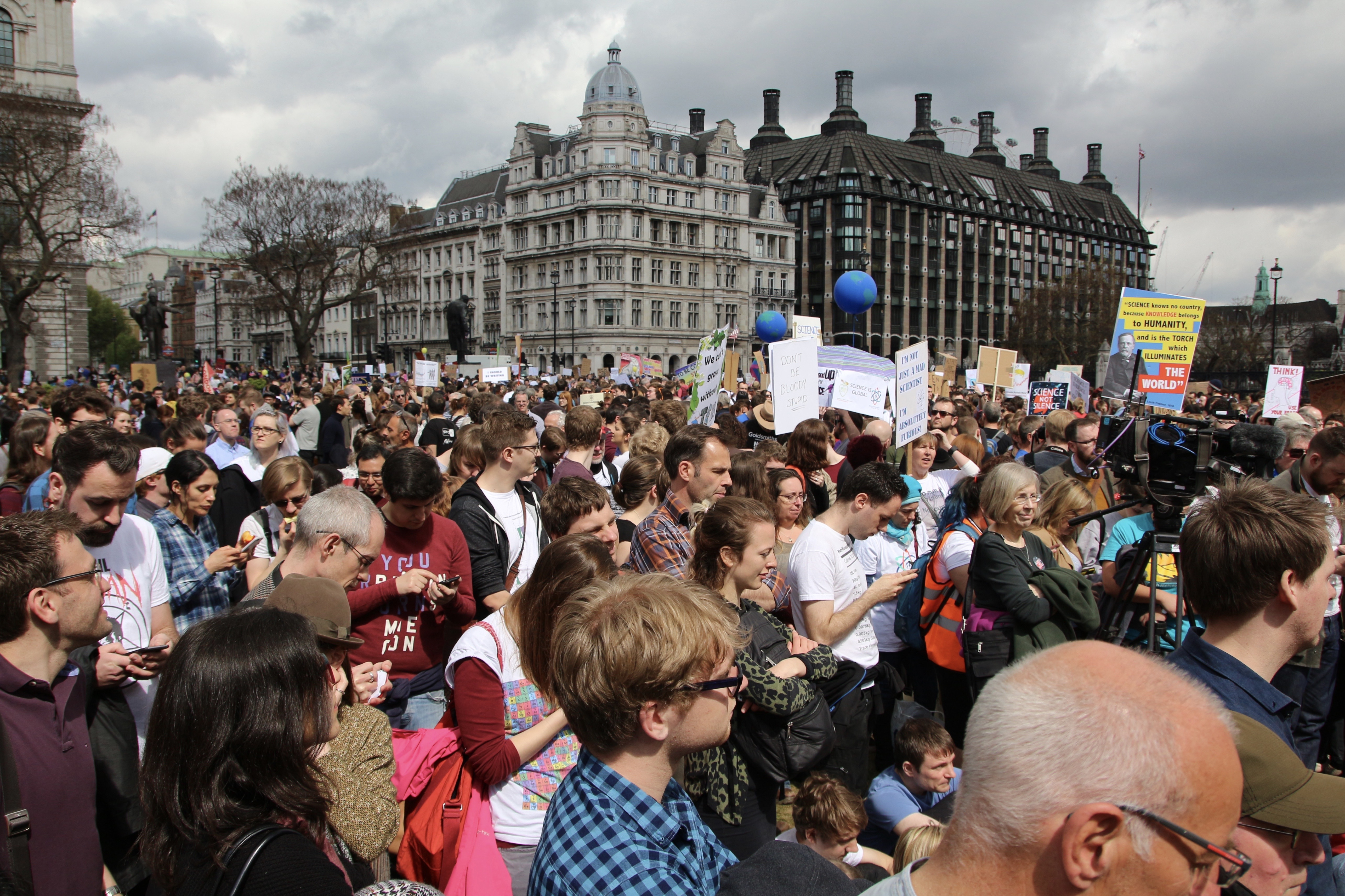
Londen
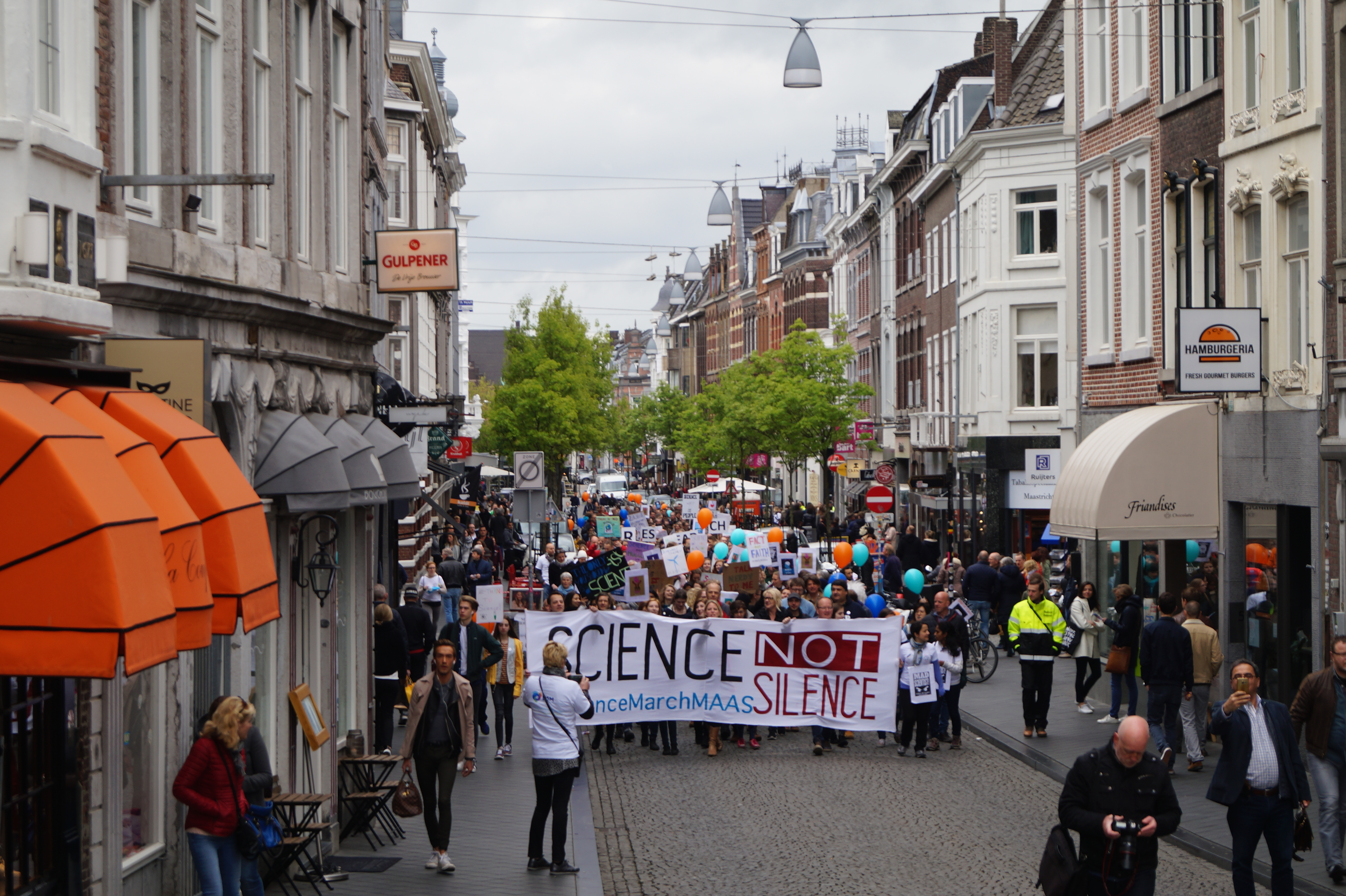
Maastricht
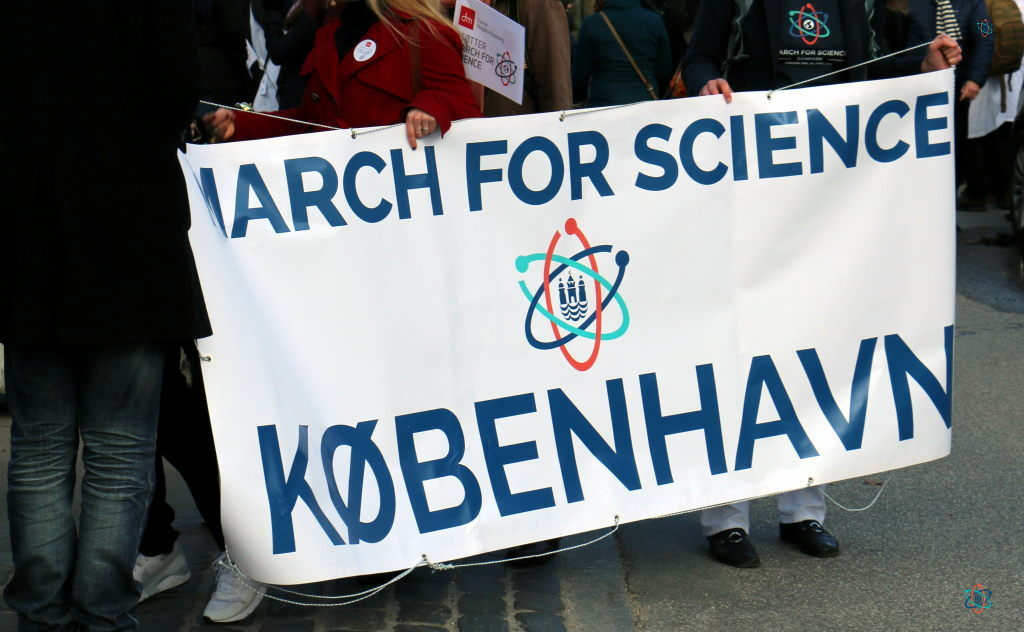
Kopenhagen
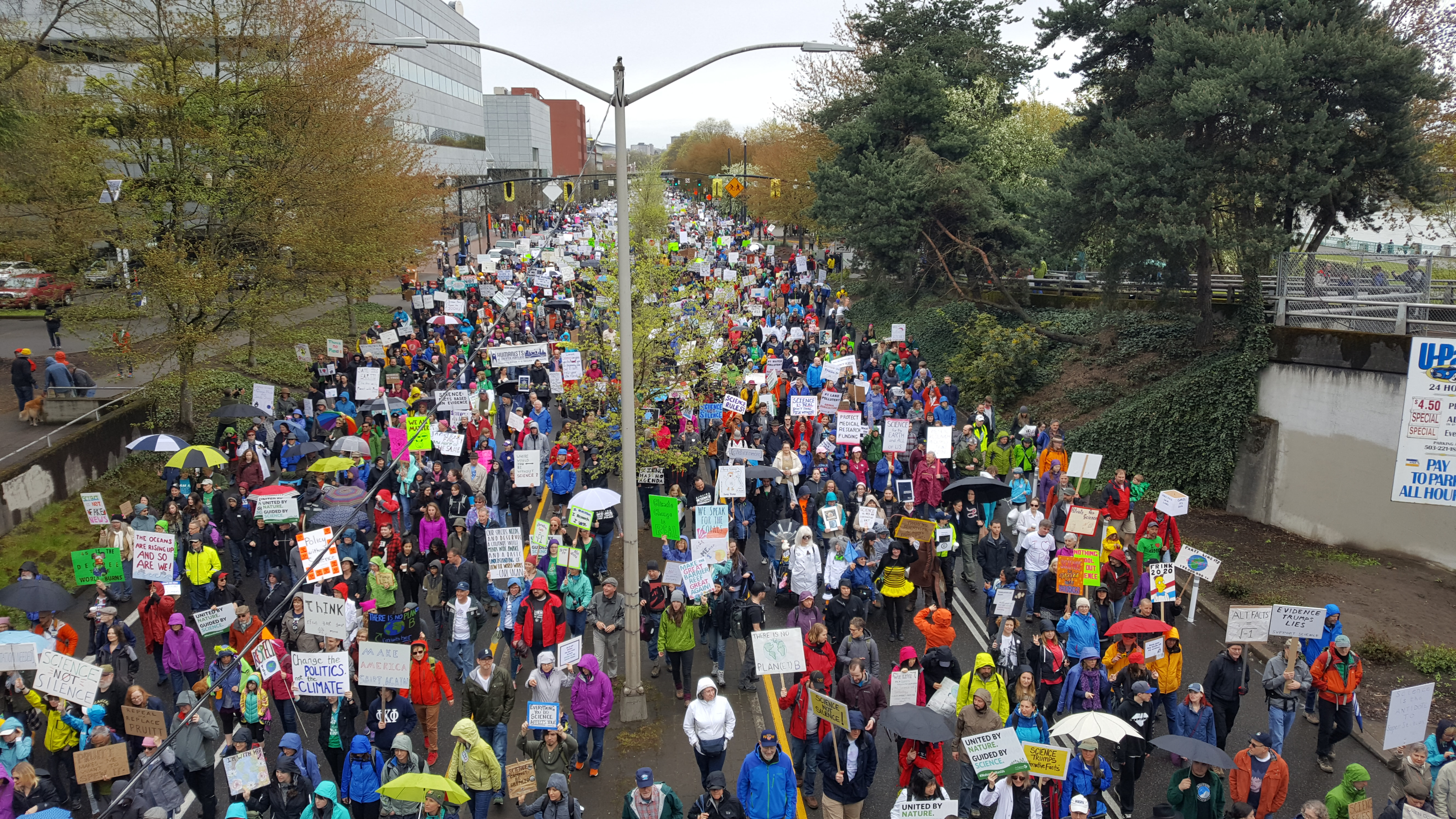
Portland
- Amsterdam